# Yushania donganensis
Yushania donganensis là một loài thực vật có hoa trong họ Hòa thảo. Loài này được (B.M. Yang) T.P. Yi mô tả khoa học đầu tiên năm 2007.